# Alfredo Pacini
Alfredo Pacini (Capannori, 10 febbraio 1888 – Roma, 23 dicembre 1967) è stato un cardinale italiano.
Fu nominato cardinale della Chiesa cattolica da papa Paolo VI.

## Biografia
Nacque a Capannori il 10 febbraio 1888.
Venne consacrato arcivescovo il 28 aprile 1946 con il titolo di Germia.
Papa Paolo VI lo creò cardinale nel concistoro del 26 giugno 1967.
Morì il 23 dicembre 1967 all'età di 79 anni.

## Genealogia episcopale e successione apostolica
La genealogia episcopale è:
- Cardinale Scipione Rebiba
- Cardinale Giulio Antonio Santori
- Cardinale Girolamo Bernerio, O.P.
- Arcivescovo Galeazzo Sanvitale
- Cardinale Ludovico Ludovisi
- Cardinale Luigi Caetani
- Cardinale Ulderico Carpegna
- Cardinale Paluzzo Paluzzi Altieri degli Albertoni
- Papa Benedetto XIII
- Papa Benedetto XIV
- Papa Clemente XIII
- Cardinale Bernardino Giraud
- Cardinale Alessandro Mattei
- Cardinale Pietro Francesco Galleffi
- Cardinale Filippo de Angelis
- Cardinale Amilcare Malagola
- Cardinale Giovanni Tacci Porcelli
- Papa Giovanni XXIII
- Cardinale Alfredo Pacini

La successione apostolica è:
- Vescovo Antonio Ludovico Van der Veen Zeppenfeldt, O.P. (1948)
- Vescovo José Maria Cavallero (1952)
- Vescovo Luis Baccino (1956)
- Vescovo Antonio Corso (1958)